# Ewald Ammende
Ewald Ammende (Pärnu, Livónia, 1893. január 3. – Peking, 1936. április 15.) balti német származású észt újságíró, emberjogi aktivista és politikus.

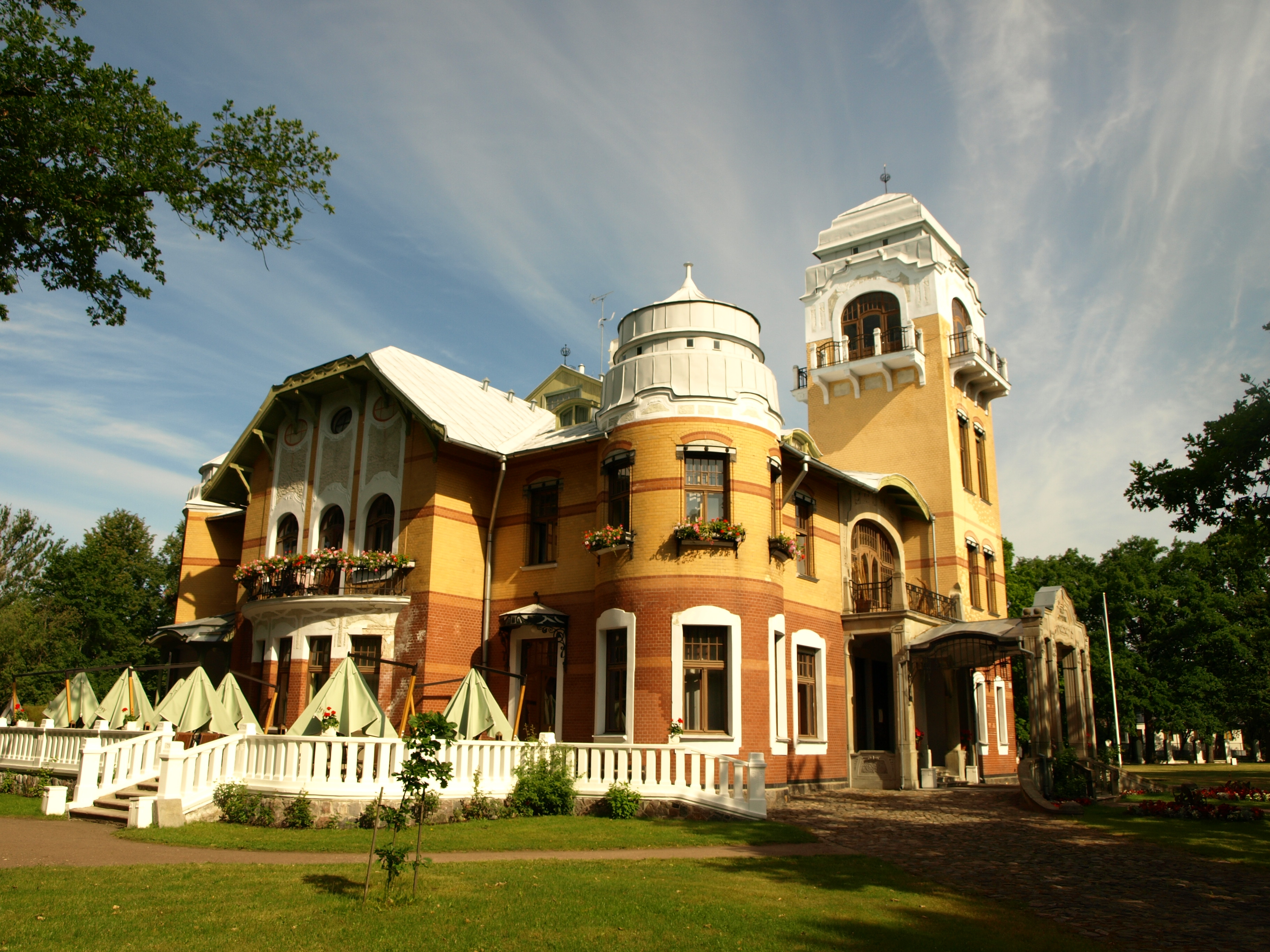
Az Ammende-villa Pärnuban, ma luxusszálloda

## Életútja
Ewald Ammende egy gazdag és befolyásos kereskedő családból származott. Szülővárosában végezte el a középiskolát, majd 1910-től a rigai műszaki egyetemen kereskedelmet, Kölnben és a Tübingenben közgazdaságtant tanult. Doktori fokozatot szerzett politológiában a kieli Christian-Albrecht Egyetemen.
Az első világháború alatt Dél-Oroszország városaiban a vendéglátó iparban dolgozott. Miután a történelmi Livónia régiót szétosztották Észtország és Lettország között, Ammende a nemzetközi politikában a nemzeti kisebbségek jogaiért harcolt. 1919 és 1922 között szerkesztőként és kiadói igazgatóként dolgozott a Rigaschen Rundschau lapnál, ahol együttműködött Paul Schiemann-nal. Az Ammende mint az Európai Német Kisebbségek Szövetségének társalapítója kulcsszerepet játszott az észtországi kisebbségek kulturális autonómiájáról szóló törvény 1925-ös kidolgozásában. Ugyanebben az évben az európai országok kisebbségi képviselői megválasztották őt az Európai Nemzetiségek Kongresszusának (ENK) főtitkárává.
A nemzeti kisebbségi jogok erőteljes támogatója lett, és ernyőszervezetet hozott létre ezen szervezetek képviseletére (nemcsak a németekére). Ammende arra a következtetésre jutott, hogy a nemzeti kérdések megoldása irredentizmus útján nem valósítható meg, ezért kölcsönös elismerés alapján keresett egyensúlyt az etnikai csoportok és a nemzetállamok érdekei között. Az ENK főtitkáraként segítséget nyújtott a zsidó szövetségeknek a Bernheim-petíció benyújtásában, amely diszkreditálta őt a nemzetiszocialistáknál. Ugyanakkor konfliktusba került az Egyesült Államokkal és a szovjet kormánnyal is az ENK különféle támogatási akciói és kampányai miatt.
Ewald Ammende a bécsi bíboros érsek püspökségének felekezetközi és transznacionális segélyszervezetének tiszteletbeli igazgatója volt. Szoros kapcsolatban volt Theodor Innitzer bíborosnal, aki segített neki a leghíresebb könyvének, a Muss Russland hungern? Menschen und Völkerschicksale in der Sowjetunion (Oroszországnak éheznie kell? Emberek és népek sorsa a Szovjetunióban) címűnek a kiadásában. Az "Oroszország" szó a könyv címében, mint az akkoriban szokásos volt, általában a Szovjetunióra utalt, bár a könyv elsősorban az ukrán és a nyugat-kaukázusi eseményekre vonatkozott. A könyv sok vitát váltott ki a szovjet éhínség bemutatása miatt. Ma az ukrajnai éhínség holodomor néven ismert. Ammende könyvében az ukrajnai kisebbségek, köztük a lengyelek, magyarok, románok, zsidók, beloruszok és a krími németek szisztematikus elnyomásáról is beszélt. Annak ellenére, hogy Ewald Ammende elutasítása a nemzetiszocialisták által már a könyv megjelenésekor ismert volt, a szovjet hatóságok azzal vádolták az ENK-t, hogy a könyv a nemzetiszocialista propagandát támogatja. Ezt a megtévesztő véleményt egyes történészek átvették a háború utáni időszakban is, főleg a kelet-németek. Ammende a könyvében Alexander Wienerberger által Harkovban 1933-ban készített képeket is közölt. 
Ewald Ammende 1936. április 15-én halt meg tisztázatlan körülmények között Pekingben, ahol találkozni akart a Valdgey (a Távol-Keleti Zsidó Nemzeti Kerület) zsidó kisebbségek képviselőivel. A pekingi német kórházban halt meg. A gyászjelentések számos európai újságban megjelentek, amelyekben a halál oka gyilkosság, öngyilkosság, szívroham. Halála után testvére és jobbkeze, Erich Ammende átmenetileg átvette az ENK vezetését. Mindössze csak hét hónappal élte túl a testvérét, és Bécsben halt meg. 
Ewald Ammendét szülővárosában, Pärnuban temették el.

## Válogatott művei
- Die Hilfsaktion für Petersburg. R. Ruetz Riga, 1920
- Die Agonie einer Weltstadt. Helft Petersburg! R. Ruetz Riga, 1920
- Europa und Sowjet-Rußland. Curtius-Verlag Berlin, 1921
- Die Gefährdung des europäischen Friedens durch die nationale Unduldsamkeit. Karl Jaspers Wien, 1927
- Nationalitäten in den Staaten Europas. Braumüller Universitäts-Verlagsbuchhandlung Wien und Leipzig, 1931
- Muss Russland hungern? Menschen und Völkerschicksale in der Sowjetunion. Wilhelm Braumüller Universitäts-Verlagsbuchhandlung Wien, 1935
- Human Life in Russia. G. Allen & Unwin London, 1936

## Fordítás
- Ez a szócikk részben vagy egészben  az   Ewald Ammende című angol Wikipédia-szócikk fordításán alapul.  Az eredeti cikk szerkesztőit annak laptörténete sorolja fel. Ez a jelzés csupán a megfogalmazás eredetét és a szerzői jogokat jelzi, nem szolgál a cikkben szereplő információk forrásmegjelöléseként.